# 跨撒哈拉高速公路
跨撒哈拉高速公路是一个跨国高速公路项目，它改善和缓解了跨越撒哈拉沙漠现有的贸易路线边检手续。它从北非的大西洋南部的地中海开始，经过阿尔及利亚的阿尔及尔到尼日利亚的拉各斯。连接北部和西部非洲之间，它又被叫做阿尔及尔 - 拉各斯公路或拉各斯 - 阿尔及尔公路。